# Дом офицеров (Воронеж)
Дом офицеров (прежние названия Мариинская женская гимназия, Дом Красной Армии, Дом офицеров, Дом молодёжи) — здание, расположенное в центре города Воронеж по адресу: проспект Революции, 32. Памятник архитектуры регионального значения.

## Описание
Здание было построено в 1875 году по проекту архитектора В. Е. Переверзева для Мариинской женской гимназии. В 1905 году было надстроено третьим этажом со стороны улицы Тулинова (ныне Комиссаржевской) по проекту А. М. Баранова.
В 1931 году здание было значительно перестроено для создания Дома Красной Армии по проекту московского архитектора Я. А. Корнфельда в конструктивистском стиле. Это было полностью лишённое декора угловатое сооружение с большими глухими плоскостями стен.
Во время Великой Отечественной войны здание пострадало не сильно, однако в ходе реконструкции в 1943—1945 годах полностью изменило свой облик. Архитектор Б. Н. Зотов создал новый величественный фасад с портиком в три арки, облицованным чёрным лабрадоритом. По свидетельствам очевидцев, плиты этого редкого для Воронежа материала были взяты с разрушенного здания обкома и облисполкома.
С 2013 по 2015 год в здании находился один из корпусов ВГАИ.
С декабря 2016 года в здании находится ГБУ ВО «Областной молодежный центр», которое все жители города знают как Дом молодежи. Целью работы «Областного молодежного центра» является организационное, информационное, методическое обеспечение реализации государственной молодежной политики на территории Воронежской области.
С этих пор в здании есть единственный, молодежный, бесплатный коворкинг.
В 2019 году, после осмотра здания губернатором Воронежской области, властями города было принято решение о масштабной реконструкции здания.